# Katedra Geodezji Politechniki Gdańskiej
Katedra Geodezji – kontynuuje wprost tradycje Katedry Miernictwa i Kartografii uruchomionej na Wydziale Inżynierii Lądowej Politechniki Gdańskiej w 1945 roku (formalne nadanie nowej nazwy katedry: 1 października 1945, formalne powołanie kierownika katedry: 1 września 1946.
W kartach historii Politechniki w Gdańsku Katedra Geodezji pojawiła się po raz pierwszy wraz z powołaniem Politechniki (jako Królewskiej Wyższej Szkoły Technicznej, Königliche Preussische Technische Hochschule) i w ramach Wydziału Inżynierii Lądowej. Pierwszym kierownikiem Katedry Geodezji był Hermann Paul Otto Eggert (ur. 4 lutego 1874 w Tylży, zm. 20 stycznia 1944 w Gdańsku). W latach 1921–1937 dyrektorem Instytutu Geodezji był prof. dr Wilhelm Lührs. W latach 1938–1945 Instytutem Geodezji i Geometrii kierował prof. dr hab. Ulrich Paul Albert Graf (ur. 6 lutego 1908 w Wolgast, zm. 11 września 1954 w Düsseldorfie).
Formalnie, mając na uwadze dekret z dnia 24 maja 1945 r. o przekształceniu Politechniki Gdańskiej w polską państwową szkołę akademicką, Politechnika w Gdańsku z okresu Wolnego Miasta Gdańska, a wraz z nią jej jednostki zostały przejęte i weszły w skład powojennej Politechniki Gdańskiej z zachowaniem uprawnień i zobowiązań. Jest to najstarsza na terenie obecnej Polski jednostka zajmująca się nauką i kształceniem w zakresie geodezji i kartografii (współcześnie w dyscyplinie inżynieria lądowa, geodezja i transport). 
Po 1945 roku jednostką kierowali:
- prof. Paweł Kułakowski (1945[9]-1959, formalne powołanie 1946)
- doc. Kazimierz Dziubiński (1959)
- dr Henryk Wesołowski (1959-1968)
- doc. Władysław Wędziński (1968-1971)
- doc. Marian Sieradzki (1971-1985)
- prof. Adam Żurowski (1985-1999)
- dr hab. Zygmunt Kurałowicz, prof. PG (1999-2008)
- dr Jakub Szulwic (2008-2011)
- dr Janusz Orzechowski (2011-2013)
- dr hab. Marek Przyborski, prof. PG (2013-2020)
- dr Dominika Wróblewska, prof. PG (od 2020).

Nazwy Katedry Geodezji w przeszłości:
- Katedra Geodezji (1904-1921)
- Instytut Geodezji (1921-1938)
- Instytut Geodezji i Geometrii (1938-26.03.1945[10]/30.08.1946[6])
- Katedra Miernictwa i Kartografii (01.10.1945[1]/01.05.1946[11]/01.09.1946[2]-10.05.1949)
- Katedra Miernictwa i Geodezji (11.05.1949-22.06.1956)
- Katedra Geodezji (23.06.1956-6.10.1968)[2]
- Zakład Geodezji i Melioracji Wodnych (7.10.1968-30.09.1971)
- Zakład Geodezji (1.10.1971-1983)
- Katedra Geodezji (1983-31.01.2008)
- Zakład Geodezji (01.02.2008-31.08.2012)
- Katedra Geodezji (od 01.09.2012).

## Struktura Organizacyjna
- p.o. Kierownika Katedry Geodezji:  dr inż. Dominika Wróblewska, prof. PG.

### Zespoły
- Zespół Naukowy Geodezji i Kartografii oraz Nawigacji w Transporcie
- Zespół Naukowy Geodezja w Dyscyplinach Budownictwo oraz Inżynieria Środowiska
- Zespół Dydaktyczny Fotogrametrii, Teledetekcji, Kartografii i Systemów Informacji Przestrzennej
- Zespół Dydaktyczny Geodezji i Miernictwa Technicznego
- Zespół Dydaktyczny Geodezji Wyższej i Systemów Satelitarnych
- Zespół Dydaktyczny Geometrii Wykreślnej i Grafiki Inżynierskiej
- Zespół Laboratorium Instrumentów Geodezyjnych.

### Pracownicy – aktualnie
- Katarzyna Bobkowska (dr inż.)
- Paweł Burdziakowski (dr inż.)
- Mariusz Chmielecki (mgr inż.)
- Karol Daliga (dr inż.)
- Paweł Dąbrowski (dr inż.)
- Mariusz Figurski (prof. dr hab. inż.)
- Daria Filipiak-Kowszyk (dr inż.)
- Adam Inglot (dr inż.)
- Jakub Jabłoński (inż.)
- Waldemar Kamiński (prof. dr hab. inż.)
- Kamil Łapiński (mgr inż.)
- Karolina Makowska-Jarosik (dr inż.)
- Emilia Miszewska (dr inż.)
- Krystyna Michałowska (dr inż.)
- Grzegorz Nykiel (dr inż.)
- Jerzy Pyrchla (dr hab. inż., prof. PG)
- Karol Rudziński (inż.)
- Anna Sobieraj-Żłobińska (dr inż.)
- Jakub Szulwic (dr inż.)
- Magdalena Szyc
- Paweł Tysiąc (dr inż.)
- Tadeusz Widerski (dr inż.)
- Dominika Wróblewska (dr inż., prof. PG)

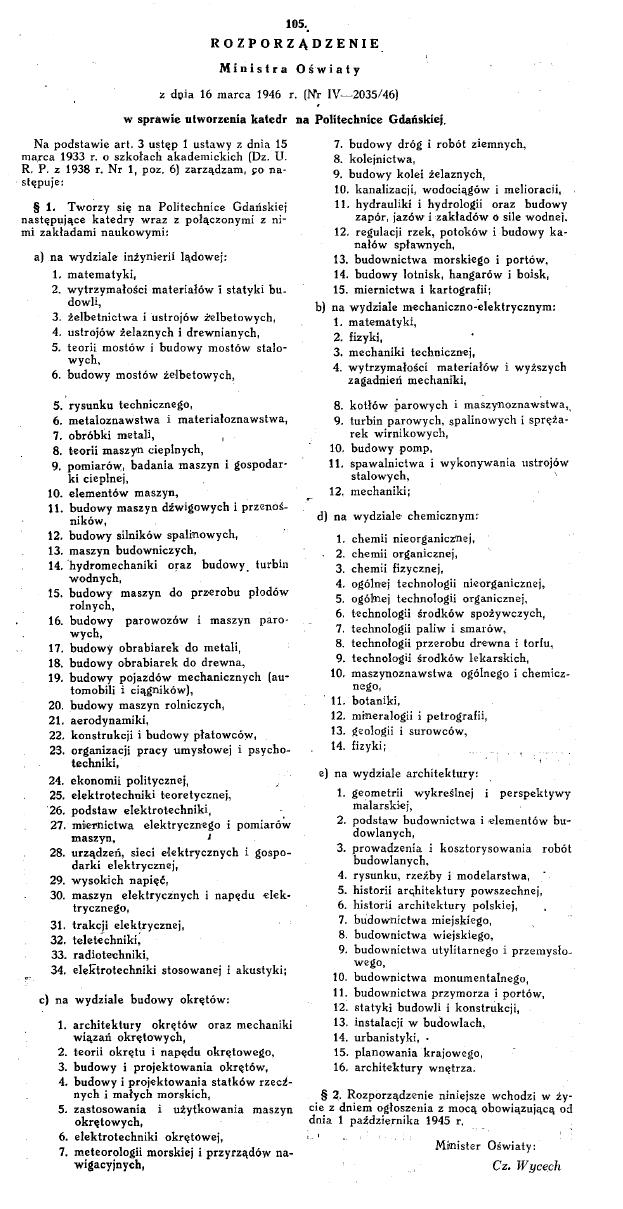
Rozporządzenie Ministra Oświaty z dn. 16 marca 1946 (Nr IV-2035/46), z mocą obowiązywania od 1 października 1945, w sprawie utworzenia katedr na Politechnice Gdańskiej. Dziennik Urzędowy Ministerstwa Oświaty nr 4, 1946, s. 145-146.

- Paweł Wysocki (dr inż.)
- Marek Zienkiewicz (dr hab. inż.).

### Pracownicy – historycznie
- Zofia Bałdysz
- Barbara Bielecka
- Wioleta Błaszczak-Bąk
- Mariusz Burdukiewicz
- Katarzyna Ciszkiewicz
- Ryszard Dunikowski
- Kazimierz Dziubiński
- Hermann Paul Otto Eggert
- Jan Faustmann
- Jerzy Frąckowiak
- Waldemar Gierski
- Lucyna Gliniecka
- Witold Gottowt-Wojszwiłło
- Ulrich Paul Albert Graf
- Artur Janowski
- Agnieszka Jurkowska
- Paweł Kułakowski
- Zygmunt Kurałowicz
- Jan Kwaśniewski
- Eugeniusz Łoboda
- Wojciech Majewski
- Waldemar Milewski
- Krzysztof Mroczkowski
- Janusz Najder
- Aleksander Nowak
- Wilhelm Lührs
- Janusz Orzechowski
- Adam Plejewski
- Marek Przyborski
- Tadeusz Rogiński
- Martin Schirmer
- Gustav Schütz
- Marian Sieradzki
- Danuta Sosińska
- Cezary Specht
- Andrzej Stateczny
- Ziemowit Suligowski
- Bogdan Szczechowski
- Bartosz Szostak
- Tadeusz Tarnawski
- Fritz Weber
- Henryk Wesołowski
- Władysław Wędziński
- Mieczysław Wizmur
- Tomasz Wronowski
- Wiesław Wszelaczyński
- Hubert Polak
- Adam Żurowski.

## Działalność Dydaktyczna

### Kierunek Geodezja i Kartografia
Katedra Geodezji od roku akademickiego 2009/2010 realizuje przeważającą liczbę przedmiotów na kierunku Geodezja i Kartografia (studia inżynierskie, w ramach studiów stacjonarnych i niestacjonarnych) i od roku akademickiego 2017/2018 na studiach magisterskich na kierunku Geodezja i Kartografia (w specjalnościach geomatyka i geoinformatyka, w ramach studiów stacjonarnych) uruchomionych na Wydziale Inżynierii Lądowej i Środowiska. 

### Kierunek Architektura
(realizowany na Wydziale Architektury)
- Geodezja i Kartografia

### Kierunek Budownictwo
- Fotogrametria i Teledetekcja
- Geodezja
- Geodezja Inżynieryjna
- Geodezja i Pomiary Satelitarne w Budownictwie
- Współczesne Pomiary Geodezyjne.

### Kierunek Inżynieria Środowiska
- Geodezja
- Geodezja i Fotogrametria
- Geodezja i Teledetekcja
- Podstawy Informatyki
- Systemy Informacji Przestrzennej
- Zastosowania Informatyki.

### Kierunek Transport
- Geodezja i Nawigacja Satelitarna w Transporcie
- Systemy Informacji Geograficznej w Transporcie.

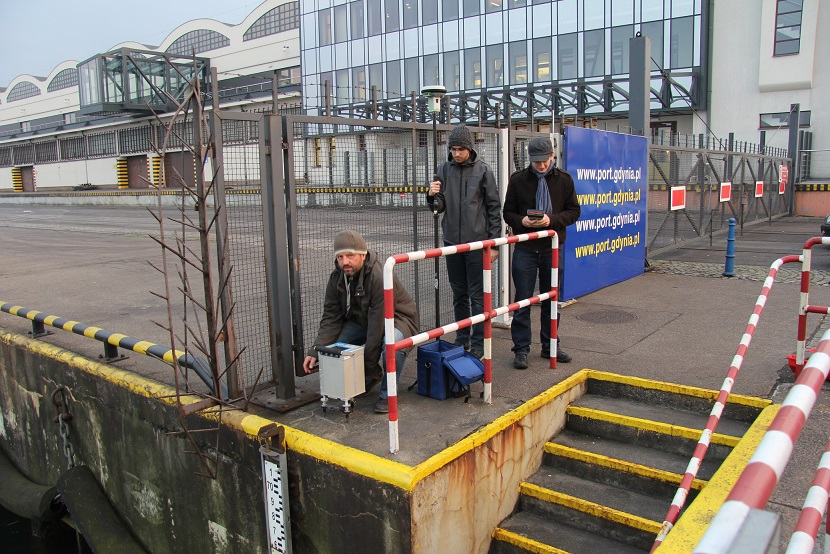
Pomiary grawimetryczne na łacie wodowskazowej w porcie; kampania pomiarowa wokół punktu absolutnego osnowy grawimetrycznej na Uniwersytecie Gdańskim (Gdańsk-Gdynia, 2015)

## Działalność Naukowa
Działalność naukowa Katedry Geodezji obejmuje badania w zakresie:
- Badania przemieszczeń i odkształceń budowli lądowych i wodnych oraz urządzeń technicznych
- Zastosowanie elektronicznych instrumentów pomiarowych w budownictwie
- Geodezyjne pomiary kontrolne podczas wznoszenia i eksploatacji budowli morskich,
- Geodezyjne pomiary kontrolne suwnic oraz urządzeń dźwigowych,
- Zastosowanie mapy numerycznej w budownictwie i inżynierii środowiska,
- Nawigacji i pozycjonowania pojazdów, statków powietrznych oraz maszyn budowlanych,
- Systemów informacji przestrzennej w zarządzaniu i ochronie środowiska,
- Inwentaryzacji i modelowania urbanistycznego oraz architektonicznego,
- Badań terenowych oraz modelowych przemieszczeń i stateczności budowli posadowionych na słabym podłożu,
- Metod ochrony przed hałasem środowiskowym,

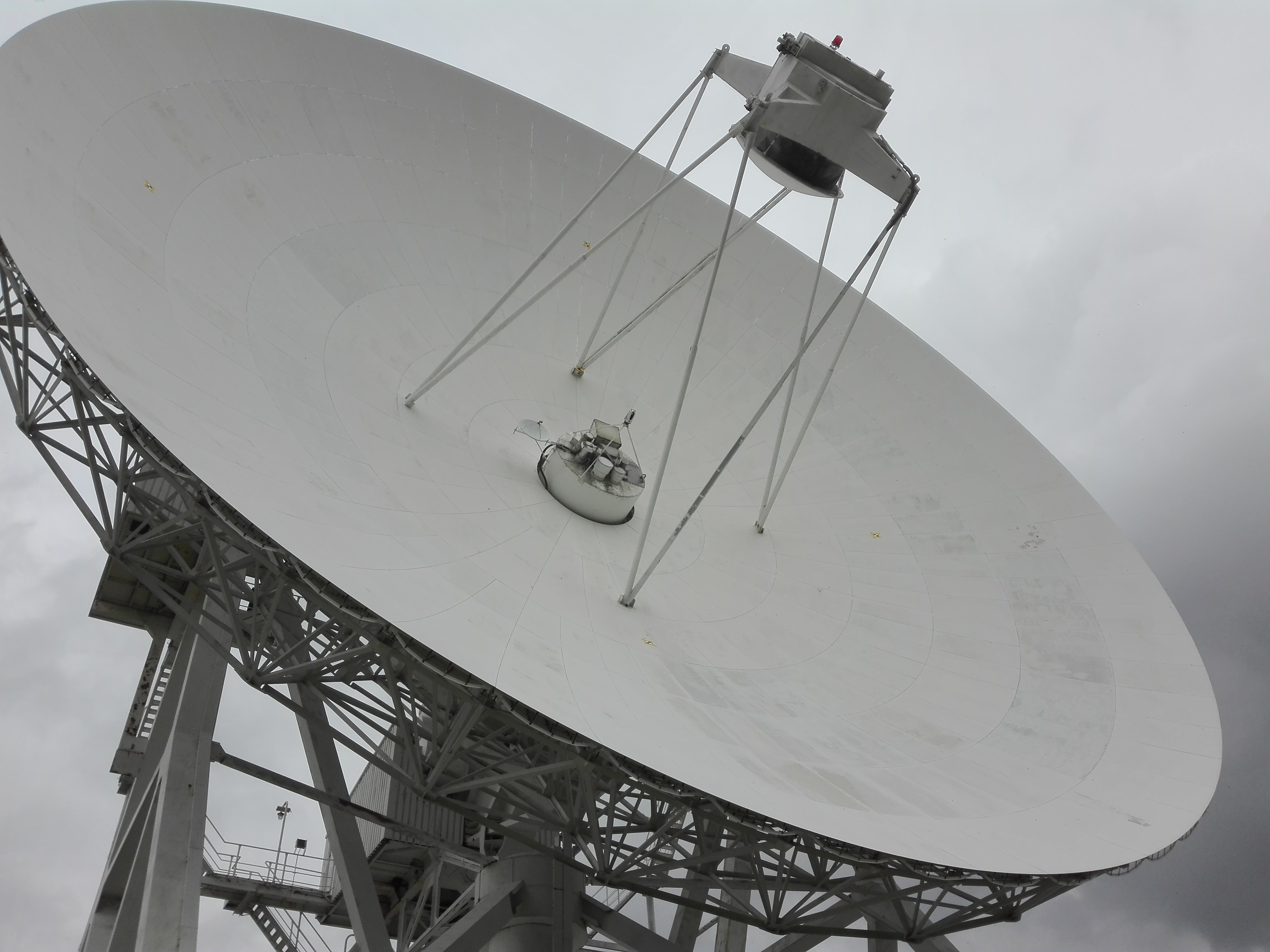
Naziemny skaning laserowy na zwierciadle pierwotnym radioteleskopu Kopernik w Piwnicach pod Toruniem (2017)

- Naziemny skaning laserowy na zwierciadle pierwotnym radioteleskopu Kopernik w Piwnicach pod Toruniem (2017)Pomiarów specjalnych.

## Stacja referencyjna GNSS (GPS/GLONASS)

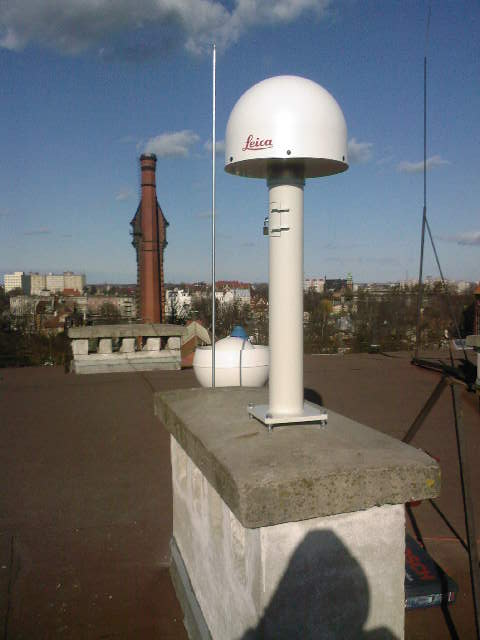
Antena stacji satelitarnej GNSS GDPG na budynku HYDRO Politechniki Gdańskiej (2008)

Katedra Geodezji (ówcześnie Zakład Geodezji) 18 marca 2008 roku uruchomiła na budynku HYDRO Politechniki Gdańskiej „Stację Referencyjną GNSS Politechnika Gdańska (GNSS GDPG)”. Dokładność wyznaczeń współrzędnych jest szacowana na:
- 1-2 cm w płaszczyźnie horyzontalnej
- 2-3 cm w płaszczyźnie wertykalnej

w promieniu ok. 20 km od stacji GNSS GDPG.
Stacja GDPG jest zarejestrowana w Banku Osnów Geodezyjnych jako punkt szczegółowej osnowy geodezyjnej oraz została włączona do sieci SmartNet.

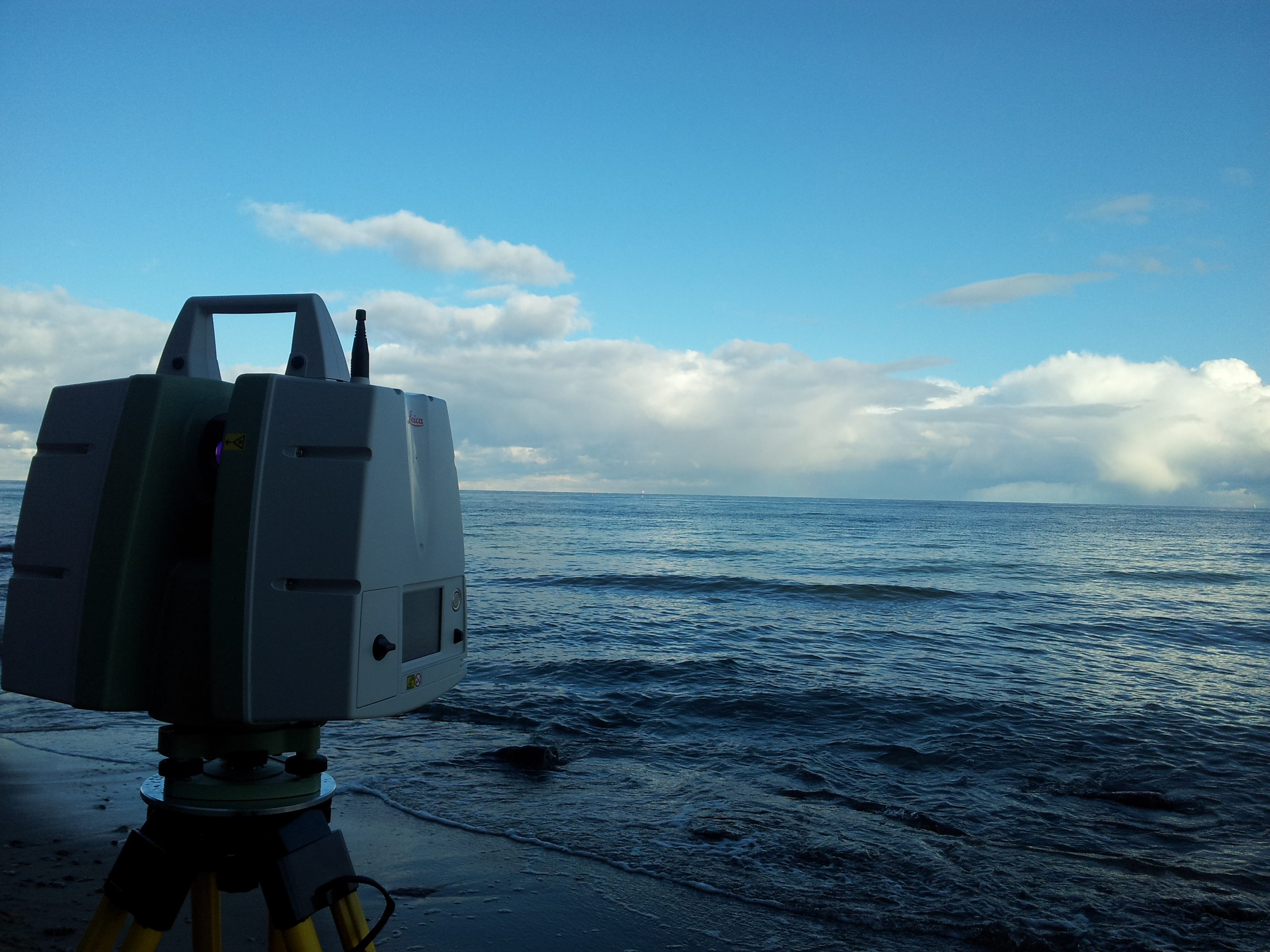
skaner laserowy Leica C10 podczas pomiarów klifu realizowanych przez KN Hevelius i zespół Katedry nad Bałtykiem (2012)

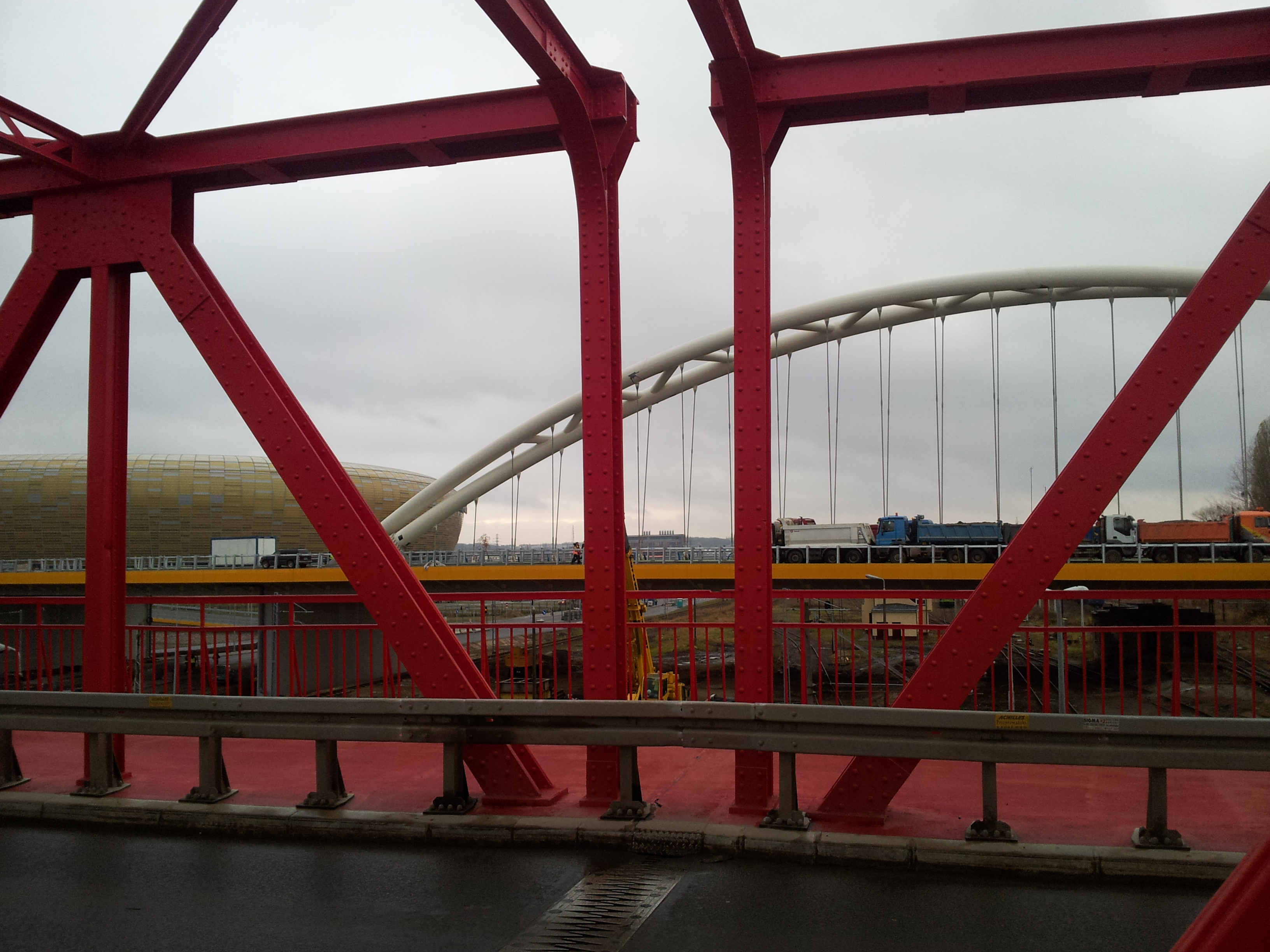
Testy obciążeniowe mostu przy Arenie w Gdańsku (2012)

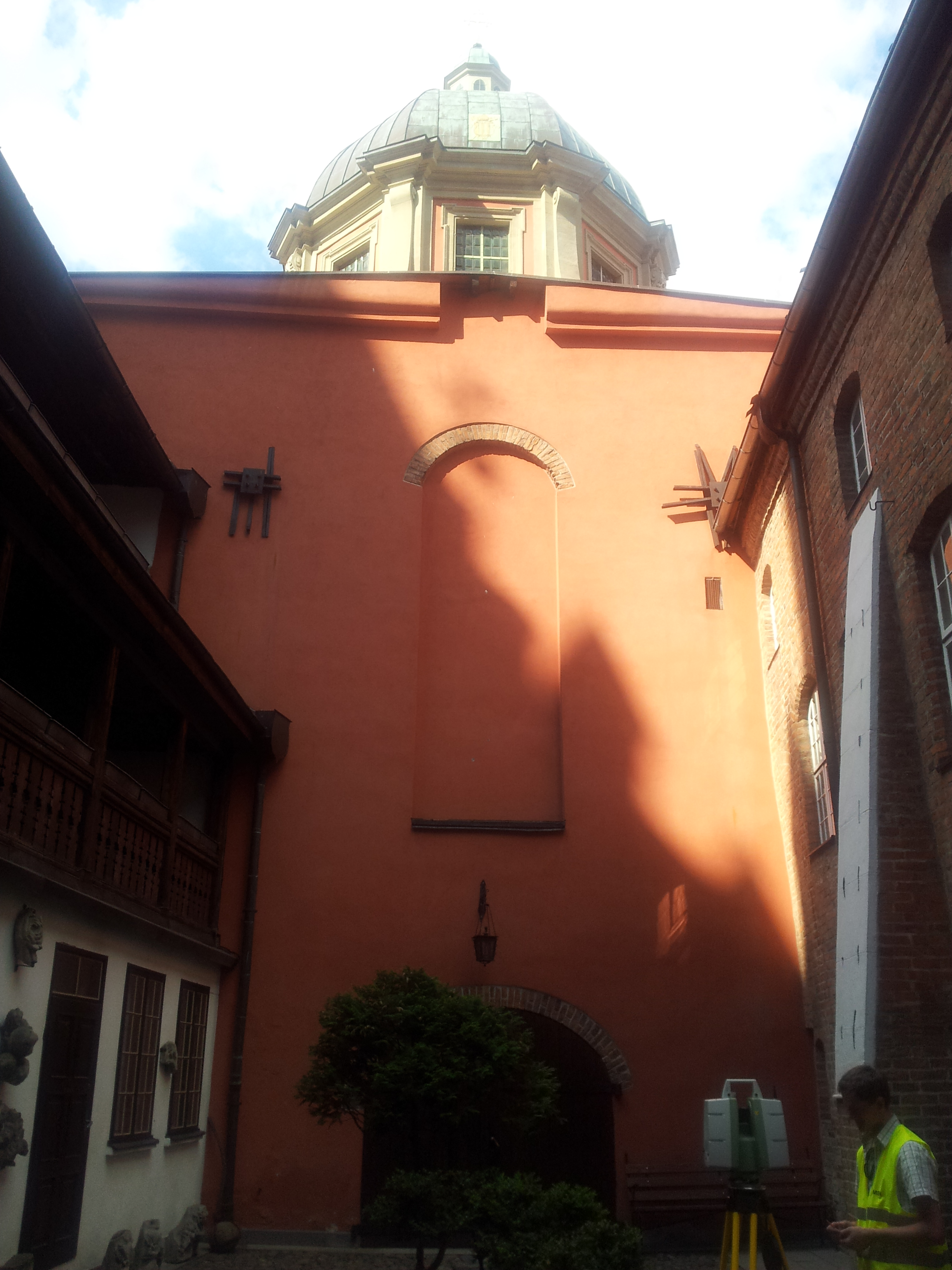
Na dziedzińcu Kaplicy Królewskiej w Gdańsku - inwentaryzacja z użyciem skaningu laserowego (2013)

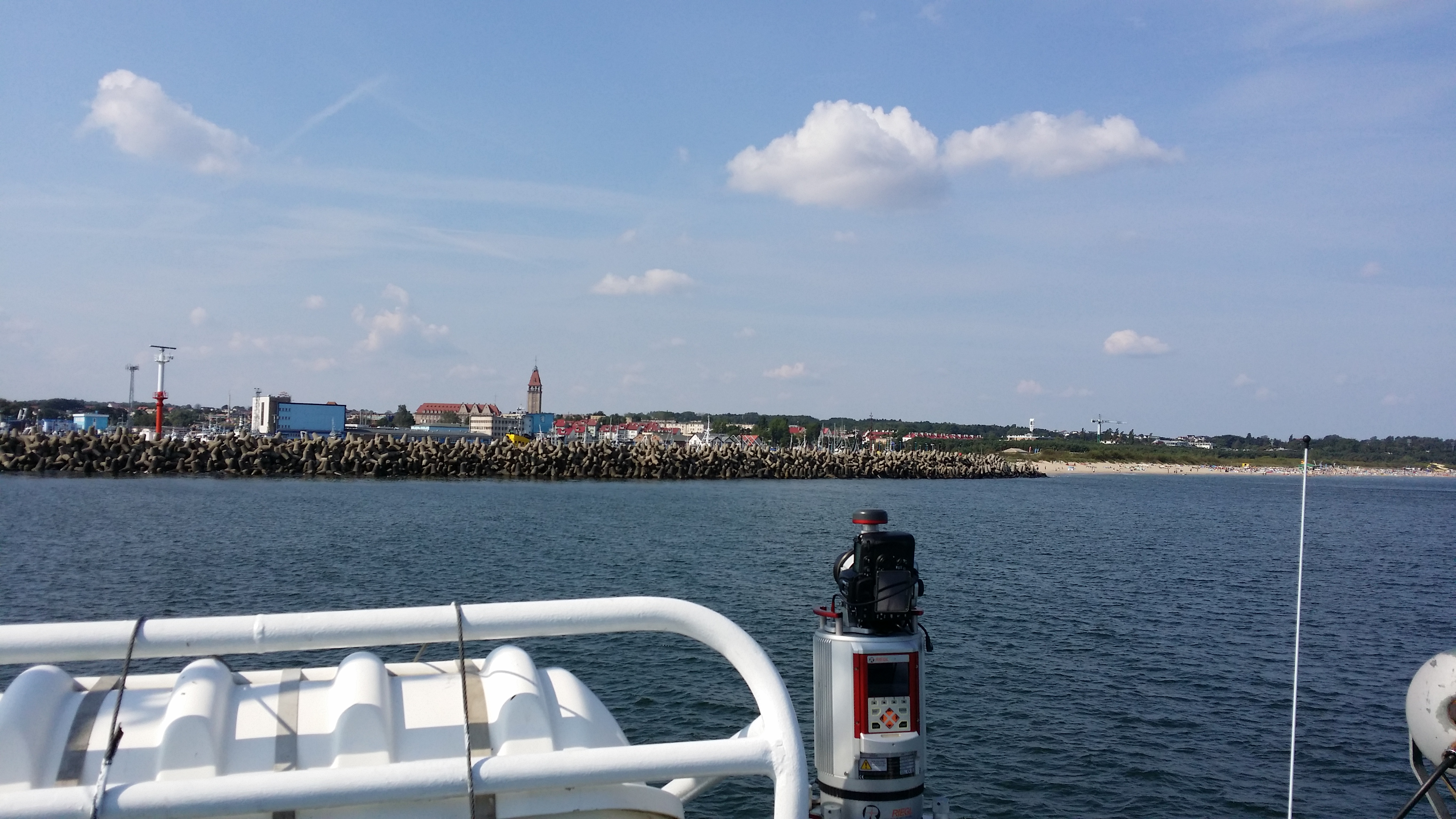
Skaning mobilny z Morza Bałtyckiego portu we Władysławowie wraz z wybrzeżem morskim. Prace pomiarowe we współpracy z Apeks Gdańsk i Urzędem Morskim w Gdyni (2014)

## Konferencje i Sympozja

### Geodezja w Gospodarce Morskiej (1975-1988)[2]
Cykl konferencji naukowo-technicznych organizowanych w latach 1975, 1979, 1988 przez zespół pod kierunkiem Adama Żurowskiego i we współpracy z gdańskim oddziałem Stowarzyszenia Geodetów Polskich.

### Geodezyjne Zagadnienia Specjalne w pomiarach inżynieryjnych (1989)[2]
Polsko-niemieckie seminarium technologiczne w Gdańsku.

### Konferencja Katedr i Zakładów na Wydziałach Niegeodezyjnych (1994)[2]
Cykliczna konferencja, która w dniach 14-15.10.1994 odbyła się w Katedrze Geodezji pod patronatem Sekcji Katedr i Zakładów na Wydziałach Niegeodezyjnych Komitetu Geodezji PAN.

### Sesja jubileuszowa Katedry Geodezji (2005)
17 czerwca 2005 roku z okazji 60-lecia Katedry Geodezji na polskiej Politechnice Gdańskiej odbyło się sympozjum połączone z prezentacją referatów naukowych.
Wydano Materiały Sesji Jubileuszowej z okazji 60-lecia Katedry Geodezji.

### Konferencja Innowacyjne technologie geodezyjne (2009)[13]
Odbyła się 29 czerwca 2009 r. w Auli PG w Gmachu Głównym Politechniki Gdańskiej w ramach IV Workshopu Technologicznego. Tematem przewodnim były Innowacyjne technologie geodezyjne – zastosowanie w budownictwie i w architekturze. Współorganizatorami były firmy: OPGK Gdańsk, BI i ZSI Microsystem Sp. z o.o.

### Konferencja Naukowo-Techniczna GEOMATYKA 2010[14]
Odbyła się w dniach 1-2 lipca 2010 r. w Gmachu Głównym Politechniki Gdańskiej. Zgromadziła ok. 200 osób z Polski i zagranicy i wydano 6 tomów monografii tematycznych.
W ramach GEOMATYKI 2010 odbyły się:
- XXIII Konferencja Katedr i Zakładów Geodezji Sekcji Specjalnej Geodezji na Wydziałach Niegeodezyjnych Polskiej Akademii Nauk,
- Krajowe obchody Światowego Dnia Hydrografii 2010,
- VII Workshop Technologiczny wraz z wystawą sprzętu geodezyjnego i hydrograficznego.

### Forum Geodezyjne (2013)[8]
Odbyło się 19 września 2013 w Gmachu Głównym Politechniki Gdańskiej przy wahadle Foucaulta na dziedzińcu im. Jana Hewelisza. Program spotkania obejmował wystąpienia z zakresu: „Wojewódzka Samorządowa Administracja Geodezyjna i Kartograficzna – zadania i efekty działania”, „Bieżące uwagi na temat funkcjonowania Miejskiego Ośrodka Dokumentacji Geodezyjnej i Kartograficznej”, „Źródła finansowania budowy ZSIN oraz BDOT 500”, „Oferta kształcenia z zakresu geodezji i kartografii”, „Wykorzystanie sieci stacji referencyjnych GNSS”. Odbyły się prezentacje firm i otwarte dyskusje na aktualne tematy branży. Forum towarzyszyła wystawa prac dyplomowych absolwentów kierunku Geodezja i Kartografia. Forum zostało zorganizowane w ścisłej współpracy z gdańskim oddziałem Stowarzyszenia Geodetów Polskich.

### GIS Day
Od 2011 roku KN Hevelius przy udziale Katedry Geodezji organizuje GIS Day (we współpracy z Uniwersytetem Gdańskim i ESRI Polska).

### Bałtycki Kongres Geodezyjny i Geomatyka 2016[17]
Katedra Geodezji wraz z oddziałem gdańskim Stowarzyszenia Geodetów Polskich zorganizowała Bałtycki Kongres Geodezyjny, który odbył się w dniach 2-4 czerwca 2016 roku na Politechnice Gdańskiej. Sponsorem technicznym 2016 Baltic Geodetic Congress (Geomatics) był gdański oddział IEEE. 
W ramach BKG odbyły się:
- obchody 70-lecia Stowarzyszenia Geodetów Polskich w Gdańsku,
- benefis jubileuszowy Prof. Mirosława Żaka i wspomnienie Prof. Adama Żurowskiego,
- Międzynarodowa Konferencja Naukowo-Techniczna Geomatyka 2016,
- Forum Geodezyjne Innowacje w Geodezji,
- spotkania, wystawy, dyskusje i prezentacje.

Forum Geodezyjne Innowacje w Geodezji finansowane w ramach umowy 965/P-DUN/2016 ze środków Ministra Nauki i Szkolnictwa Wyższego przeznaczonych na działalność upowszechniającą naukę.
Geomatyka 2016  finansowana w ramach umowy 965/P-DUN/2016 ze środków Ministra Nauki i Szkolnictwa Wyższego przeznaczonych na działalność upowszechniającą naukę.
Streszczenia i materiały konferencyjne (włączone do IEEE Xplore) są dostępne w Internecie. Zostały zindeksowane w bazie SCOPUS i Web of Science. 

### Bałtycki Kongres Geodezyjny i Geomatyka 2017 i 2018[20][21]
Katedra Geodezji Wydziału Inżynierii Lądowej i Środowiska Politechniki Gdańskiej oraz Wydział Geodezji, Inżynierii Przestrzennej i Budownictwa Uniwersytetu Warmińsko-Mazurskiego w Olsztynie, zorganizowały BKG Geomatyka 2017 w dniach 22-25 czerwca 2017 roku oraz BKG Geomatyka 2018 w dniach 21-23 czerwca 2018.  
Materiały konferencyjne zostały włączone do IEEE Xplore oraz są indeksowane w Web of Science CC i Scopus. 
BKG Geomatyka 2018 zostało dofinansowane ze środków Ministerstwa Nauki i Szkolnictwa Wyższego na podstawie umowy nr988/P-DUN/2018 z dnia 2018-05-22 (zdanie 2018 Baltic Geodetic Congress (BGC Geomatics), kwota środków finansowych z DUN 40000,00 zł). 

## Organizacje i Współpraca
Od 2008 roku działa geodezyjne Koło Naukowe HEVELIUS.
Od 2012 roku działa koło uczelniane Stowarzyszenia Geodetów Polskich.